# 蒙特阿古多 (纳瓦拉)
蒙特阿古多（西班牙語：Monteagudo）是西班牙纳瓦拉的一个市镇。总面积11平方公里，总人口1122人（2001年），人口密度102人/平方公里。